# Wolfgang Renner
Wolfgang Renner (ur. 28 października 1947 w Stuttgarcie) – niemiecki kolarz przełajowy, brązowy medalista mistrzostw świata.

## Kariera
Największy sukces w karierze Wolfgang Renner osiągnął w 1972 roku, kiedy zdobył brązowy medal w kategorii amatorów podczas przełajowych mistrzostw świata w Pradze. W zawodach tych wyprzedzili go jedynie Belg Norbert Dedeckere oraz Miloš Fišera z Czechosłowacji. Był też między innymi piąty na mistrzostwach świata w Zolder w 1970 roku. Kilkakrotnie zdobywał medale przełajowych mistrzostw kraju, w tym cztery złote. Po 1974 roku zakończył karierę.